# Мосолов, Анатолий Алексеевич
Анато́лий Алексе́евич Мосоло́в (1910—1943) — Гвардии лейтенант Рабоче-крестьянской Красной Армии, участник Великой Отечественной войны, Герой Советского Союза (1944).

## Биография
Анатолий Мосолов родился 28 июля 1910 года в городе Кирсанов (ныне — Тамбовская область). После окончания семи классов школы проживал и работал в Калуге. В 1932 году Мосолов был призван на службу в Рабоче-крестьянскую Красную Армию. В 1941 году он окончил Ульяновское танковое училище. С июня того же года — на фронтах Великой Отечественной войны.
К октябрю 1943 года гвардии лейтенант Анатолий Мосолов командовал ротой 48-го отдельного  гвардейского тяжёлого танкового полка  (5-го гвардейского танкового корпуса, 38-й армии, 1-го Украинского фронта). Отличился во время битвы за Днепр. 10 октября 1943 года рота Мосолова переправилась через Днепр и приняла активное участие в боях за захват и удержание села Новые Петровцы Вышгородского района Киевской области Украинской ССР, уничтожив 1 штурмовое и 2 противотанковых орудия, 4 миномёта, 5 огневых точек противника. 19 октября 1943 года Мосолов погиб в бою.
Указом Президиума Верховного Совета СССР от 3 июня 1944 года гвардии лейтенант Анатолий Мосолов посмертно был удостоен высокого звания Героя Советского Союза.